# Kapadvanj
Kapadvanj é uma cidade e um município no distrito de Kheda, no estado indiano de Gujarat.

## Geografia
Kapadvanj está localizada a 23° 01′ N, 73° 04′ L. Tem uma altitude média de 69 metros (226 pés).

## Demografia
Segundo o censo de 2001, Kapadvanj tinha uma população de 43 921 habitantes. Os indivíduos do sexo masculino constituem 52% da população e os do sexo feminino 48%. Kapadvanj tem uma taxa de literacia de 73%, superior à média nacional de 59,5%: a literacia no sexo masculino é de 79% e no sexo feminino é de 67%. Em Kapadvanj, 12% da população está abaixo dos 6 anos de idade.